# 承天府 (湖北)
承天府，明朝时设置的府。
1531年，明世宗把原本藩居之地，湖廣等處承宣布政使司直辖的安陆州升级为承天府，下辖两州五县：荆门州、沔阳州、钟祥县、京山县、景陵县（今湖北省天门市）、潜江县、当阳县。
承天府管辖的范围大概相当于今中华人民共和国湖北省的钟祥市、京山市、沙洋县、天门市、潜江市、当阳市、安陆市、仙桃市。清朝顺治三年（1646年），承天府改为安陆府。